# Kirk MacDonald

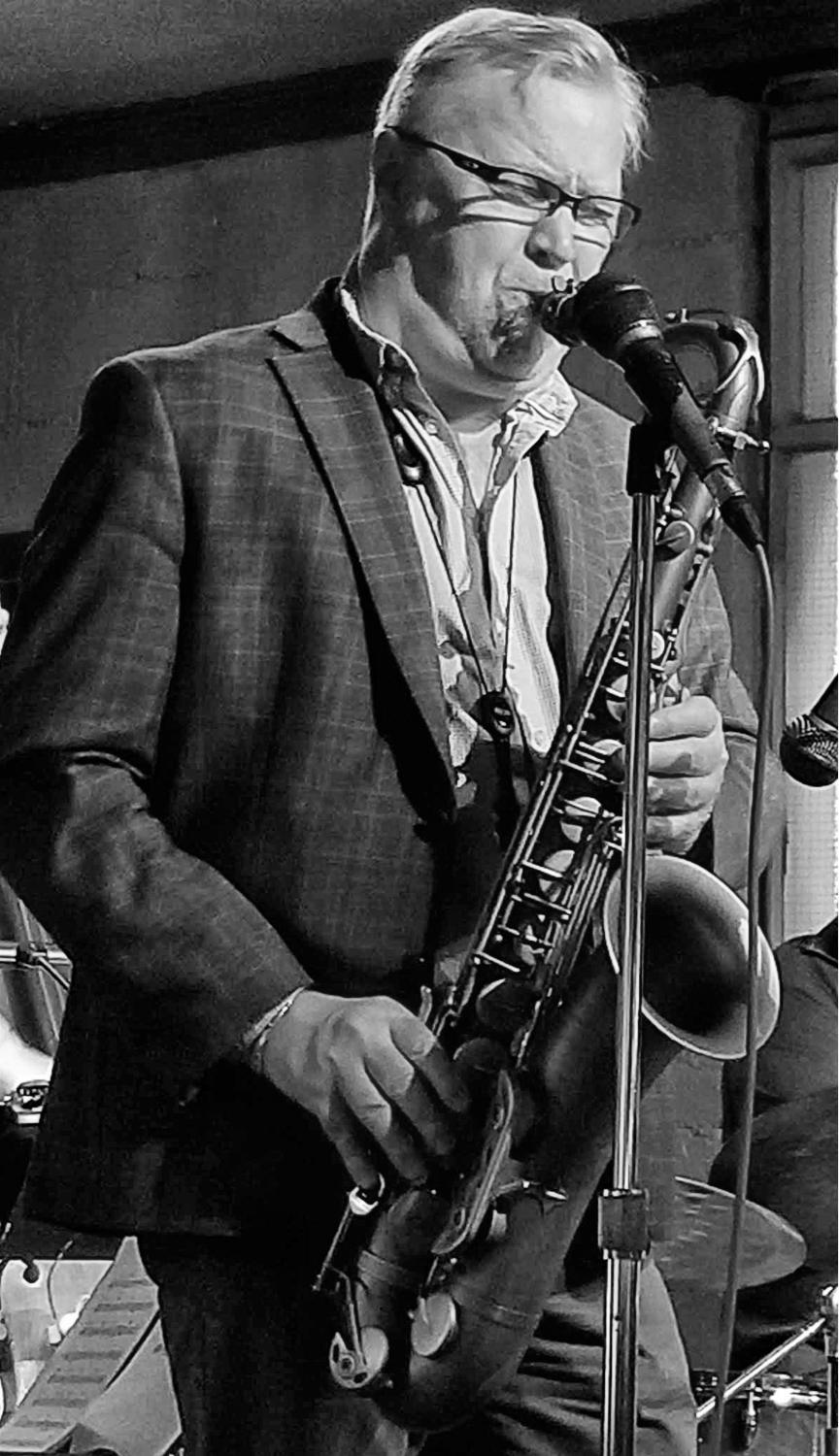
Kirk Macdonald

Kirk Arthur MacDonald (* 2. Oktober 1959  in Sydney (Nova Scotia)) ist ein kanadischer Jazzsaxophonist.

## Leben und Wirken
Kirk MacDonald begann im Alter von zehn Jahren Saxophon zu spielen. Er hatte von 1969 bis 1971 Unterricht bei Bill Loeb in seiner Heimatstadt und studierte dann im Highschool-Musikprogramm Saxophon, Klarinette, Flöte, Musiktheorie und Komposition bei Terry Hill. Von 1973 bis 1975 studierte er klassisches Saxophon bei Bruce MacKinley. 
Nach dem Besuch von Sommerkursen am Berklee College of Music in Boston nahm er bis 1977 privaten Saxophon-, Flöten- und Improvisationsunterricht bei Don Palmer. Ab 1977 besuchte er das Humber College in Toronto und nahm daneben Privatunterricht bei Pat LaBarbera. Anfang der 1980er Jahre war er in New York Schüler von George Coleman und Lee Konitz.
MacDonald unterrichtete Saxophon an der Ottawa University (1987–91),  der McGill University (1988–89) und der Carleton University (1989–92 und 1996–98). Seit 1993 ist er Lehrer für Saxophon, Improvisation, Ensemblespiel und Gehörausbildung an der University of Toronto.
Er arbeitete als Sideman mit Musikern wie Claude Ranger, Dave Young, Sonny Greenwich, Kenny Wheeler, Eddie Henderson, Harold Mabern, Walter Bishop junior, Bob Mover, Pat LaBarbera, Phil Woods, John Taylor und Ron McClure. Er gehörte verschiedenen Bands an; in den 1980er Jahren leitete er ein Quartett gemeinsam mit Lorne Lofsky. Später leitete  er ein eigenes Quartett.
Seit 1999 wurde er als Ensemblemusiker und Solist mehrfach für den Juno Award nominiert; 2004 war er Gewinner des 4. Concours International de Soliste de Jazz. Er wirkte an mehr als 25 Aufnahmen mit und spielte mehrere Alben unter eigenem Namen ein.

## Diskographie
- The Revellers mit Sam Noto, Mark Eisenman, Steve Wallace, Jerry Fuller, 1990
- Reminiscence mit Brian Dickinson, Ron McClure, Bob McLaren, 1994
- Atlantic Sessions mit Lorne Lofsky, Neil Swainson, Jerry Fuller, 1997 (Juno Award: Best Mainstream Jazz Album, Jazz Report Award: Album of the Year 1999)
- New Beginnings mit Rob Smith, Lorne Lofsky, Brian Dickinson, Neil Swainson, Jerry Fuller
- Pure and Simple mit John Taylor, Neil Swainson, Terry Clarke, 2001
- Symetrie, mit Tom Harrell, Brian Dickinson, Neil Swainson, Dennis Mackrel, 2013